# Usłyszcie mój krzyk
Usłyszcie mój krzyk – polski film dokumentalny z 1991 roku w reżyserii Macieja Drygasa, poświęcony okolicznościom samospalenia Ryszarda Siwca. Film był wielokrotnie nagradzany; otrzymał między innymi Srebrnego Smoka na Krakowskim Festiwalu Filmowym, Europejską Nagrodę Filmową w kategorii filmu dokumentalnego oraz nagrodę im. Andrzeja Munka za debiut dokumentalny.

## Treść
Film opowiada o Ryszardzie Siwcu, 59-letnim urzędniku z Przemyśla. 8 września 1968 podczas uroczystości dożynkowych na Stadionie Dziesięciolecia w Warszawie, na oczach wielotysięcznego tłumu Siwiec dokonał aktu samospalenia, oblewając się rozpuszczalnikiem i podpalając na znak protestu przeciwko komunistycznemu totalitaryzmowi i wkroczeniu wojsk Układu Warszawskiego do Czechosłowacji. Ciężko poparzonego przewieziono do Szpitala Praskiego, gdzie zmarł. Protest Siwca został jednak praktycznie zignorowany przez publiczność, a następnie w wyniku działań cenzury „przez lata nieujawniony i skryty za zasłoną milczenia”.

## Produkcja
Reżyser filmu, Maciej Drygas, wyrażał zainteresowanie sprawą Siwca już od lata 1989, gdy przeczytał w „Gazecie Wyborczej” wywiad z Adamem Macedońskim, założycielem Wspólnoty im. Ryszarda Siwca i Jana Palacha w Krakowie. Drygas wcześniej przygotowywał scenariusz dla filmu fabularnego Raimondasa Banionisa Dzieci z hotelu Ameryka o samospaleniu Litwina Romasa Kalanty. W Przemyślu Drygas poznał żonę Siwca, Marię oraz jej córkę Elżbietę. Dzięki nim reżyser zyskał dostęp do nagrania, jakie Siwiec zarejestrował dwa dni przed wyjazdem na dożynki. Drygasa poruszyła metodyka, z jaką Siwiec przygotowywał się do samospalenia, ale również – po przejrzeniu dostępnych reżyserowi materiałów Służby Bezpieczeństwa – całkowita obojętność, z jaką spotkał się protest Siwca w chwili jego śmierci.
Ostatecznie Drygas dotarł do 7-sekundowej sekwencji archiwalnej zarejestrowanej przez operatora Polskiej Kroniki Filmowej, Zbigniewa Skoczka. Jak pisał w swojej pracy doktorskiej: „Gdy założyłem taśmę na stół montażowy i przed moimi oczyma mignęło zaledwie siedem sekund z tego dramatycznego wydarzenia, trudno mi było ukryć emocje”. Pisząc na podstawie zebranego materiału scenariusz do filmu, Drygas starał się ułożyć go tak, aby widz był emocjonalnie zaangażowany w historię losów Siwca:
Liczyłem na to, że pod jej koniec przestanie być tylko obserwatorem i sam stanie się świadkiem protestu Siwca. Daleki byłem od publicystycznej retoryki. To widz-świadek miał rozstrzygnąć we własnym sumieniu swój stosunek do protestu Siwca.
Z każdą sceną filmu stopniowo Drygas zbliżał widza ku tragicznemu finałowi w postaci wspomnianego nagrania:
Siedmiosekundowe ujęcie rozrzedzone do ponad siedmiu minut, rozbite na kilkadziesiąt mikrosytuacji, które zostały tak ułożone, by do ostatniej chwili nie odkrywać sceny płonącego Siwca. Z każdym ujęciem zbliżaliśmy się do jego twarzy. Ta scena miała być zarezerwowana tylko i wyłącznie dla niego, kiedy już wszystko zostało powiedziane. A potem długie napisy końcowe, na kompletnej ciszy.

## Nagrody
| Rok  | Instytucja                                                             | Nagroda                                                  | Odbiorca      |
| ---- | ---------------------------------------------------------------------- | -------------------------------------------------------- | ------------- |
| 1991 | Krakowski Festiwal Filmowy                                             | Srebrny Smok                                             | Maciej Drygas |
| 1991 | Lubuskie Lato Filmowe                                                  | Nagroda Specjalna Jury                                   | Maciej Drygas |
| 1991 | Europejska Nagroda Filmowa                                             | Najlepszy film dokumentalny                              | Maciej Drygas |
| 1991 | Międzynarodowy Festiwal Filmu Dokumentalnego „Vision du Reel” w Nyonie | Srebrna Sestercja                                        | Maciej Drygas |
| 1991 | Festiwal Mediów „Człowiek w zagrożeniu” w Łodzi                        | Nagroda Główna                                           | Maciej Drygas |
| 1991 | Rada Ministrów RP                                                      | Nagroda Artystyczna Młodych im. Stanisława Wyspiańskiego | Maciej Drygas |
| 1992 | Międzynarodowy Festiwal Filmów Dokumentalnych w Melbourne              | Grand Prix                                               | Maciej Drygas |
| 1992 | Międzynarodowy Festiwal Filmowy w San Francisco                        | Golden Gate Award                                        | Maciej Drygas |
| 1992 | Państwowa Wyższa Szkoła FIlmowa, Telewizyjna i Teatralna w Łodzi       | Nagroda im. Andrzeja Munka                               | Maciej Drygas |
| 1992 | Tarnowska Nagroda Filmowa                                              | Nagroda Specjalna Jury                                   | Maciej Drygas |
| 1992 | Tarnowska Nagroda Filmowa                                              | Nagroda Specjalna Jury Młodzieżowego                     | Maciej Drygas |